# Mandina Point
Mandina Point är en udde i Gambia.   Den ligger i regionen Western Division, i den västra delen av landet, 11 km söder om huvudstaden Banjul.
Terrängen inåt land är platt. Havet är nära Mandina Point åt nordost.  Närmaste större samhälle är Serrekunda, 14,5 km nordväst om Mandina Point. 